# یونیس اودیو
یونیس اودیو (انگلیسی: Eunice Odio; ۱۸ اکتبر ۱۹۱۹ – ۲۳ مارس ۱۹۷۴)  با نام مستعار کاتالینا ماریل؛  شاعر، روزنامه‌نگار، آموزگار اهل کاستاریکا بود.
او یک شاعر برجسته آمریکای لاتین بود که به دلیل مجموعه آثار متنوع خود از جمله مقالات، تفاسیر، نامه‌ها، داستان‌های کوتاه و ادبیات کودکان شناخته شده است. او همچنین به عنوان یک روزنامه‌نگار و مربی، به تدریس زبان انگلیسی و فرانسه اشتغال داشت.
او در سال ۱۹۳۸، در سن ۱۶ سالگی، ازدواج کرد. سه سال بعد، او از این ازدواج جدا شد. او فرزندی نداشت و هرگز بچه‌دار نشد. او مرتباً هویت خود را تغییر می‌دهد و از نام‌های مستعار مختلفی از جمله کاتالینا ماریل استفاده می‌کند.
در ۱۵ سپتامبر ۱۹۴۷، او جایزه شعر ۱۵ سپتامبر را با اولین مجموعه شعرش تحت عنوان عناصر زمینی، دریافت کرد.